# Schanielabach
Der Schanielabach ist ein etwa 16 Kilometer langer Bach im Prättigau im Schweizer Kanton Graubünden, der bei Küblis von rechts in die Landquart mündet.

## Geographie

### Verlauf
Der Partnunsee auf 1869 m ü. M. ist die Quelle des Schanielabachs. Der See ist umgeben von den Bergen Sulzfluh, Wiss Platte und Schijenflue, die Höhen bis 2817 m ü. M. erreichen. Auf etwa 1650 m ü. M. fliesst bei Äbi von links der ähnlich wasserreiche Tällibach zu. Nach etwa 6,5 km fliesst bei Rüti auf Höhe 1460 m ü. M. von links der Gafierbach zu. Der Bach durchquert nun einen etwas dichter besiedelten Bereich im Gebiet von St. Antönien. Oberhalb von Schwendi fliesst auf Höhe 1320 m ü. M. von links der Alpbach zu. Der Bach gräbt sich immer weiter ins Tal ein, und nach 14,5 km fliesst von rechts der Panybach (Landeskarte: Pischabach) aus dem gleichnamigen Ort zu. Der Bach passiert nun die Ruine Kapfenstein und mündet schliesslich bei Küblis auf Höhe 800 m ü. M. in die Landquart.

### Einzugsgebiet
Das Einzugsgebiet des Schanielabachs hat eine Grösse von etwa 64 km². Der höchste Punkt im Einzugsgebiet befindet sich an der Sulzfluh auf 2783 m ü. M.